# 境界線上のホライゾンのディスコグラフィ
境界線上のホライゾンのディスコグラフィ（きょうかいせんじょうのホライゾンのディスコグラフィ）では、 『境界線上のホライゾン』の関連CDについて記述する。発売元はランティス。

## サウンドトラック

### Vol.1
2012年1月25日発売。当初は2011年12月21日に発売予定であったが、2011年12月19日に発売日変更が発表された。
ディスクは2枚組の構成になっており、劇中で使用されているBGMに加えてホライゾン・アリアダスト／P-01sのキャラクターソングの「通し道歌」、「感情の至る道」、「通し道歌・ボーカルバージョン」、第9話で使用された葵・喜美のキャラクターソング「通し道歌・ダンスバージョン」、主題歌として使用された茅原実里の13枚目のシングル「TERMINATED」、AiRIの3枚目のシングル「Pieces」、Ceuiの11枚目のシングル「Stardust Melodia」のテレビサイズバージョンが収録されている。BGMの作曲は全曲、音楽担当の加藤達也が手掛けている。
ディスクジャケットにはホライゾン・アリアダストが描かれている。イラストはアニメーション制作を手掛けたサンライズによる描き下ろし。また、ブックレットが同梱されており、音楽担当の加藤達也、原作者の川上稔による対談、武蔵の住人キャラクターによる楽曲解説が収録されている。
2012年1月20日にYouTube、ニコニコ動画のランティスのオフィシャルチャンネル『Lantisちゃんねる』から本作の試聴動画が配信された。なお、動画内で公開された楽曲は「加速の屋根上」、「町は賑やかに」、「さあ行こうか」、「行こうぜ皆」の計4曲である。
批評
CDジャーナルは、「雄大なオーケストラ、ファンキージャズ、和楽器などの多彩な楽器を使用した作品である。」と評した。
収録曲
| トラック | 曲名                           | 歌                                   | 作曲             | 時間   |
| DISC-1   | DISC-1                         | DISC-1                               | DISC-1           | DISC-1 |
| -------- | ------------------------------ | ------------------------------------ | ---------------- | ------ |
| 01       | 「境界線へと」                 |                                      | 加藤達也         | 1:29   |
| 02       | 「行きて当たる壁の前」         | 1:41                                 | 加藤達也         |        |
| 03       | 「通し道歌」                   | ホライゾン・アリアダスト（茅原実里） | 加藤達也         | 1:11   |
| 04       | 「さあ奏でよう」               |                                      | 加藤達也         | 2:19   |
| 05       | 「加速の屋根上」               | 3:18                                 | 加藤達也         |        |
| 06       | 「それは祭のエスコート」       | 1:48                                 | 加藤達也         |        |
| 07       | 「神も魔物もただ走る」         | 2:06                                 | 加藤達也         |        |
| 08       | 「空を行けば翼があり」         | 1:53                                 | 加藤達也         |        |
| 09       | 「馬鹿は告げるよ」             | 2:18                                 | 加藤達也         |        |
| 10       | 「俺はここだと」               | 2:13                                 | 加藤達也         |        |
| 11       | 「大事な事さ」                 | 2:31                                 | 加藤達也         |        |
| 12       | 「別れは無いと」               | 2:21                                 | 加藤達也         |        |
| 13       | 「今だから思い出す」           | 2:09                                 | 加藤達也         |        |
| 14       | 「たとえ浸ったとしても」       | 1:53                                 | 加藤達也         |        |
| 15       | 「町は賑やかに」               | 2:04                                 | 加藤達也         |        |
| 16       | 「それでいいと」               | 1:56                                 | 加藤達也         |        |
| 17       | 「あなたと肩並べ」             | 2:14                                 | 加藤達也         |        |
| 18       | 「空が見守る」                 | 2:07                                 | 加藤達也         |        |
| 19       | 「景色を見よう」               | 2:20                                 | 加藤達也         |        |
| 20       | 「理屈派の朝」                 | 2:17                                 | 加藤達也         |        |
| 21       | 「空腹派の昼」                 | 2:13                                 | 加藤達也         |        |
| 22       | 「退屈派の夜」                 | 2:13                                 | 加藤達也         |        |
| 23       | 「君のペースで」               | 2:03                                 | 加藤達也         |        |
| 24       | 「導きの手が先に行く」         | 1:56                                 | 加藤達也         |        |
| 25       | 「魔女が踊れば」               | 1:52                                 | 加藤達也         |        |
| 26       | 「憧れも届くよ」               | 2:23                                 | 加藤達也         |        |
| 27       | 「先行きが暗くとも」           | 1:10                                 | 加藤達也         |        |
| 28       | 「誰かがいるよ」               | 2:31                                 | 加藤達也         |        |
| DISC-2   |                                |                                      |                  |        |
| 01       | 「やがて全てが震える時」       |                                      | 加藤達也         | 2:26   |
| 02       | 「客人が来る」                 | 1:42                                 | 加藤達也         |        |
| 03       | 「さあ行こうか」               | 2:04                                 | 加藤達也         |        |
| 04       | 「大切なものを撃て」           | 1:49                                 | 加藤達也         |        |
| 05       | 「燃焼回廊」                   | 2:18                                 | 加藤達也         |        |
| 06       | 「君が見守る」                 | 2:28                                 | 加藤達也         |        |
| 07       | 「議論の時間だ」               | 3:03                                 | 加藤達也         |        |
| 08       | 「こっちを向けよ」             | 2:44                                 | 加藤達也         |        |
| 09       | 「教えてやるよ」               | 1:37                                 | 加藤達也         |        |
| 10       | 「行こうぜ皆」                 | 2:04                                 | 加藤達也         |        |
| 11       | 「風がただ先を行く」           | 1:57                                 | 加藤達也         |        |
| 12       | 「響く力の通り道」             | 1:56                                 | 加藤達也         |        |
| 13       | 「後悔の届く道上へと」         | 2:09                                 | 加藤達也         |        |
| 14       | 「境界線上へと」               | 2:12                                 | 加藤達也         |        |
| 15       | 「おはよう境界線」             | 2:07                                 | 加藤達也         |        |
| 16       | 「伏したり寄り添ったり」       | 1:31                                 | 加藤達也         |        |
| 17       | 「これは祭さ」                 | 1:13                                 | 加藤達也         |        |
| 18       | 「感情の至る道」               | ホライゾン・アリアダスト（茅原実里） | 加藤達也         | 1:39   |
| 19       | 「人はそれを鉄火と呼ぶだろう」 |                                      | 加藤達也         | 1:46   |
| 20       | 通し道歌・ボーカルバージョン   | P-01s（茅原実里）                    | 加藤達也         | 1:03   |
| 21       | 通し道歌・ダンスバージョン     | 葵・喜美（斎藤千和）                 | 加藤達也         | 2:08   |
| 22       | TERMINATED（TVサイズ）         | 茅原実里                             | 菊田大介         | 1:32   |
| 23       | Stardust Melodia（TVサイズ）   | Ceui                                 | 小高光太郎、Ceui | 1:45   |
| 24       | Pieces（TVサイズ）             | AiRI                                 | 宮崎京一         | 1:37   |

### Vol.2
2012年10月10日発売。ディスクは2枚組の構成になっており、劇中で使用されたBGMに加えてホライゾン・アリアダストのキャラクターソング「通し道歌・小声バージョン」、Vol.1に収録された楽曲のアレンジバージョン、インストバージョン、主題歌として起用された茅原実里の15枚目のシングル「ZONE//ALONE」、結城アイラの9枚目のシングル「悲しみは誰の願いでもない」、奥井雅美の43枚目のシングル「ソラノウタ」ショートサイズバージョンが収録されている。
ディスクジャケットにはメアリ・スチュアートが描かれている。イラストはアニメーション制作を手掛けたサンライズによる描き下ろし。BGMの作曲は全曲、音楽担当の加藤達也が手掛けている。
2012年9月30日にYouTube、ニコニコ動画のランティスのオフィシャルチャンネル『Lantisちゃんねる』から本作の試聴動画が配信された。なお、動画内で公開された楽曲は「焦熱領域」、「強制逆転」、「Jud.」、「無敵の風が吹き」、「Save you from anything」、「幸いに咲く白の花」、「通し道歌・小声バージョン」の計7曲。
収録曲
| トラック | 曲名                                         | 歌                                   | 作曲              |        |
| DISC-1   | DISC-1                                       | DISC-1                               | DISC-1            | DISC-1 |
| -------- | -------------------------------------------- | ------------------------------------ | ----------------- | ------ |
| 01       | あなたと踊る妖精国家                         |                                      | 加藤達也          |        |
| 02       | 手を伸ばし輪に誘う                           |                                      | 加藤達也          |        |
| 03       | 焦熱領域                                     |                                      | 加藤達也          |        |
| 04       | たとえ前が暗くても                           |                                      | 加藤達也          |        |
| 05       | たとえ邪魔されても                           |                                      | 加藤達也          |        |
| 06       | 格好悪さは人の好さ                           |                                      | 加藤達也          |        |
| 07       | 忘れはしません                               |                                      | 加藤達也          |        |
| 08       | 賑やかな日々の中                             |                                      | 加藤達也          |        |
| 09       | いつかの別れは未来形                         |                                      | 加藤達也          |        |
| 10       | それでいいと思っていたら                     |                                      | 加藤達也          |        |
| 11       | 強制逆転                                     |                                      | 加藤達也          |        |
| 12       | 手を取って輪を出よう                         |                                      | 加藤達也          |        |
| 13       | 決意を秘めて                                 |                                      | 加藤達也          |        |
| 14       | 発信は城の中                                 |                                      | 加藤達也          |        |
| 15       | 鐘が私の心を呼んで                           |                                      | 加藤達也          |        |
| 16       | チープな意気は高得点                         |                                      | 加藤達也          |        |
| 17       | 迫る運命の足音よ                             |                                      | 加藤達也          |        |
| 18       | 彼女に告げて                                 |                                      | 加藤達也          |        |
| 19       | それじゃ嫌だと思っていると                   |                                      | 加藤達也          |        |
| 20       | 振る舞いは朝のように                         |                                      | 加藤達也          |        |
| 21       | 待つ心は夜明けを望む                         |                                      | 加藤達也          |        |
| 22       | 楽も苦も共にするならば                       |                                      | 加藤達也          |        |
| 23       | Jud.                                         |                                      | 加藤達也          |        |
| DISC-2   |                                              |                                      |                   |        |
| 01       | 無敵の風が吹き                               |                                      | 加藤達也          |        |
| 02       | 勇気もて立ち向かう                           |                                      | 加藤達也          |        |
| 03       | 咆哮は月の銀                                 |                                      | 加藤達也          |        |
| 04       | 疾風は影の黒                                 |                                      | 加藤達也          |        |
| 05       | Save you from anything                       |                                      | 加藤達也          |        |
| 06       | 幸いに咲く白の花                             |                                      | 加藤達也          |        |
| 07       | 意思よ届いて                                 |                                      | 加藤達也          |        |
| 08       | 力を見つけて                                 |                                      | 加藤達也          |        |
| 09       | 何もかも無駄ではなく                         |                                      | 加藤達也          |        |
| 10       | 烈火色の意地の果て                           |                                      | 加藤達也          |        |
| 11       | 躊躇い無く飛び込むのは                       |                                      | 加藤達也          |        |
| 12       | 幸いが咲ける場所                             |                                      | 加藤達也          |        |
| 13       | ZONE//ALONE（TVサイズ）                      | 茅原実里                             | 菊田大介          |        |
| 14       | 悲しみは誰の願いでもない（TVサイズ）         | 結城アイラ                           | 原田篤&fandelmale |        |
| 15       | ソラノウタ（TVサイズ）                       | 奥井雅美                             | 奥井雅美          |        |
| 16       | 通し道歌・インストバージョン                 |                                      | 加藤達也          |        |
| 17       | 感情の至る道・インストバージョン             |                                      | 加藤達也          |        |
| 18       | 通し道歌・ダンスインストバージョン           |                                      | 加藤達也          |        |
| 19       | 通し道歌・小声バージョン                     | ホライゾン・アリアダスト（茅原実里） | 加藤達也          |        |
| 20       | 通し道歌・ピアノソロバージョン               |                                      | 加藤達也          |        |
| 21       | 加速の屋根上・インストバージョン             |                                      | 加藤達也          |        |
| 22       | 空を行けば翼があり・インストバージョン       |                                      | 加藤達也          |        |
| 23       | 今だから思い出す・ライトアレンジバージョン   |                                      | 加藤達也          |        |
| 24       | 境界線上へと・ライトアレンジバージョン       |                                      | 加藤達也          |        |
| 25       | 後悔の届く道上へと・ライトアレンジバージョン |                                      | 加藤達也          |        |
| 26       | 感情の至る道・ライトアレンジバージョン       |                                      | 加藤達也          |        |

## 演目披露
キャラクターソングシングル。当初は2011年11月23日に「Vol.1 ネイト・ミトツダイラ」、12月7日に「Vol.2 葵・喜美」が発売予定であったが、10月26日にそれぞれ2011年12月21日、2012年1月11日に発売日が変更され、11月24日にはVol.1からVol.4の発売日が延期され発売日未定になったが、2012年4月18日から8月22日まで発売された。
タイトルの「演目披露（ザ・レパートリー）」には、各キャラクターのテーマソングの「演目」をキャラクターが「披露」するという意味が込められている。
ディスクジャケットには各キャラクターが描かれている。イラストはアニメーション制作を手掛けたサンライズによる描き下ろし。

### 第1弾
2012年4月18日に発売された、ネイト・ミトツダイラ（井上麻里奈）が歌うキャラクターソング。ディスクジャケットにはネイトのイラストが描かれている。
批評
CDジャーナルは、「戦闘中に成長するネイト・ミトツダイラの心情を綴ったスピード感のある歌。」と評した。
収録曲
全作詞：川上稔
1. 東部第三地上騎士団 "Loup" [5:37]
  - 作曲：原田篤、編曲：fandelmale

2. Loup de debut [5:03]
  - 作曲・編曲：矢鴇つかさ

3. 東部第三地上騎士団 "Loup"（Inst）
4. Loup de debut （Inst）

### 第2弾
2012年5月23日発売。歌は葵・喜美役の斎藤千和が歌っている。ディスクジャケットには葵・喜美が描かれている。
批評
CDジャーナルは、「和歌をベースにしたエレクトロサウンド曲である。」と評した。
収録曲
全作詞：川上稔
1. 花咲舞 [3:59]
  - 作曲・編曲：矢鴇つかさ（Arte Refact）

2. Keep [5:49]
3. 作曲：原田篤（Arte Refact）、編曲：fandelmale（Arte Refact）
4. 花咲舞（Inst.）
5. Keep（Inst.）

### 第3弾
2012年6月27日発売。歌は浅間・智役の小清水亜美が歌っている。ディスクジャケットには浅間・智が描かれている。
収録曲
全作詞：川上稔
1. 武蔵浅間神社祝詞十一式"武蔵整調"歌唱型 [3:53]
  - 作曲：酒井拓也（Arte Refact）、編曲：fandelmale（Arte Refact）

2. 果てまでも [3:37]
  - 作曲・編曲：矢鴇つかさ（Arte Refact）

3. 武蔵浅間神社祝詞十一式"武蔵整調"歌唱型（inst.）
4. 果てまでも（Inst.）

### 第4弾
2012年7月25日発売。歌はマルゴット・ナイト役の東山奈央が歌っている。ディスクジャケットにはマルゴット・ナイトが描かれている。
収録曲
全作詞：川上稔
1. Abendsonne [5:07]
  - 作曲：原田篤（Arte Refact）、編曲：fandelmale（Arte Refact）

2. 印章は白と黒 [4:05]
  - 作曲・編曲：矢鴇つかさ（Arte Refact）

3. Abendsonne（Inst.）
4. 印章は白と黒（Inst.）

### 第5弾
2012年8月22日発売。歌はマルガ・ナルゼ役の新田恵海が歌っている。ディスクジャケットにはマルガ・ナルゼが描かれている。
収録曲
全作詞：川上稔
1. M.H.R.R.対黒魔術部隊・第十九隊"Schwarz Himmel" [5:19]
  - 作曲・編曲：矢鴇つかさ（Arte Refact）
  - かっこよく、切ない歌。

2. 勇気の御茶会 [3:29]
  - 作曲：原田篤（Arte Refact）、酒井拓也（Arte Refact）
  - マルゴットへの気持ちを描いた歌。

3. M.H.R.R.対黒魔術部隊・第十九隊"Schwarz Himmel"（Inst.）
4. 勇気の御茶会（Inst.）

## コンピレーション・アルバム
2013年3月20日発売。『境界線上のホライゾン』初のコンピレーション・アルバム。テレビアニメで使用された主題歌、キャラクターソング、BGMが収録されている。ディスクジャケットには葵・トーリ、ホライゾン・アリアダストが描かれている。
収録曲
1. 通し道歌・ボーカルバージョン [1:02]
  - 歌：P-01s（茅原実里）、作詞：川上稔、作曲・編曲：加藤達也

2. TERMINATED [4:18]
  - 歌：茅原実里、作詞：畑亜貴、作曲・編曲：菊田大介
  - 第1期オープニングテーマ

3. ZONE//ALONE [4:45]
  - 歌：茅原実里、作詞：畑亜貴、作曲・編曲：菊田大介
  - 第2期オープニングテーマ

4. 加速の屋根上 [3:19]
  - 作曲・編曲：加藤達也

5. 手を伸ばし輪に誘う [3:15]
  - 作曲・編曲：加藤達也

6. 燃焼回廊 [2:19]
  - 作曲・編曲：加藤達也

7. 焦熱領域 [2:50]
  - 作曲・編曲：加藤達也

8. Save you from anything [3:11]
  - 作曲・編曲：加藤達也

9. 行こうぜ皆 [2:05]
  - 作曲・編曲：加藤達也

10. Jud. [2:21]
  - 作曲・編曲：加藤達也

11. Stardust Melodia [4:35]
  - 歌・作詞：Ceui、作曲：小高光太郎・Ceui、編曲：小高光太郎
  - 第1期エンディングテーマ

12. Pieces [3:39]
  - 歌・作詞：AiRI、作曲・編曲：宮崎京一
  - 第1期エンディングテーマ

13. 悲しみは誰の願いでもない [4:21]
  - 歌：結城アイラ、作詞：畑亜貴、作曲：原田篤&fandelmale（Arte Refact）、編曲：矢鴇つかさ（Arte Refact）
  - 第2期エンディングテーマ

14. ソラノウタ [4:43]
  - 歌・作詞・作曲：奥井雅美、編曲：東タカゴー
  - 第2期エンディングテーマ

15. 通し道歌・ダンスバージョン [2:10]
  - 歌：葵・喜美（斎藤千和）、作詞：川上稔、作曲・編曲：加藤達也
  - 第1期第9話挿入歌

## ドラマCD
2012年9月26日に発売された。ディスクジャケットには葵・トーリ、ホライゾン・アリアダスト、葵・喜美、ネイト・ミトツダイラ、浅間・智が描かれている。イラストはアニメーション製作を手掛けているサンライズによる描き下ろし。ドラマの他に葵・喜美、ネイト・ミトツダイラ、浅間・智のユニット『きみとあさまで』のキャラクターソングが収録されている。
本作の発売を記念した発売記念イベント『生勉強会〜愛繕・飛翔編〜』が2012年10月14日にバンダイナムコ未来研究所・ファンシアターで開催された。ゲストは東山奈央、新田恵海、白石稔。
Lantis公式ちゃんねる『Lantisちゃんねる』で本作の試聴動画が2012年9月9日にYouTube、9月10日にニコニコ動画にてそれぞれ配信された。
2012年10月8日付のオリコン週間アルバムチャートで38位を獲得。初動売上は0.3万枚を記録した。
収録内容
1. 記録確認 前編『策謀〜双嬢航空戦闘訓練』 [29:57]
2. 中休み『きみとあさまで打ち合わせ』 [6:43]
3. ランララルララ [3:36]
  - 歌：きみとあさまで【葵・喜美（斎藤千和）、ネイト・ミトツダイラ（井上麻里奈）、浅間・智（小清水亜美）】、作詞：川上稔、作曲・編曲：矢鴇つかさ（Arte Refact）

4. 記録確認 後編『皆大好き粉塵爆発〜授業』 [12:50]

## BD特典CD
Blu-ray Discの初回限定版に同梱されている特典CD。キャラクターソングが収録されており収録曲はBlu-ray Disc初回限定版の封入特典の書き下ろし小説に登場する楽曲である。作詞は原作者の川上稔が手がけている。

### 第1期
YouTube、ニコニコ動画のLantis公式ちゃんねる『Lantisちゃんねる』で各楽曲のショートバージョンが試聴動画が配信されており、2011年11月26日に「星祭り」、12月23日に「Morgen-Nacht」、2012年2月3日に「Streiken Schreck」、2月25日に「万丈晩成」、3月23日に「武蔵歌」、4月30日に「早朝協奏曲」、6月7日に「Girls date With you Till dawn」がそれぞれ配信された。
収録曲
全作詞：川上稔
第1巻
1. 星祭り [5:30]
  - 歌：葵・喜美（斎藤千和）、作曲・編曲：A-Bee

2. 通し道歌 [1:04]
  - 歌：P-01s（茅原実里）、作曲・編曲：加藤達也

3. 星祭り（off vocal）

第2巻
1. Morgen-Nacht [3:04]
  - 歌：愛繕【マルゴット・ナイト（東山奈央）、マルガ・ナルゼ（新田恵海）】、作曲・編曲：myu

2. Morgen-Nacht（off vocal）

第3巻
1. Streiken Schreck [5:00]
  - 歌：愛繕【マルゴット・ナイト（東山奈央）、マルガ・ナルゼ（新田恵海）】、作曲・編曲：myu

2. Streiken Schreck（off vocal）

第4巻
1. 万丈晩成 [3:29]
  - 歌：ネイト・ミトツダイラ（井上麻里奈）、作曲・編曲：松井洋平、石川智久

2. 万丈晩成（off vocal）

第5巻
1. 武蔵歌 [3:56]
  - 歌：アデーレ・バルフェット（大橋歩夕）、向井・鈴（悠木碧）、作曲・編曲：矢鴇つかさ（Arte Refact）

2. 武蔵歌（off vocal）

第6巻
1. 早朝協奏曲 [3:27]
  - 浅間・智（小清水亜美）、作曲：矢鴇つかさ（Arte Refact）、編曲：原田篤（Arte Refact）

2. 早朝協奏曲（off vocal）

第7巻
1. Girls date With you Till dawn
  - 歌：葵・喜美（斎藤千和）、作曲：fandelmale（Arte Refact）、編曲：酒井拓也（Arte Refact）

2. Girls date With you Till dawn（off vocal）

### 第2期
YouTube、ニコニコ動画のLantis公式ちゃんねる『Lantisちゃんねる』で各楽曲のショートバージョンが試聴動画が配信されており、2012年9月2日に「武蔵浅間神社祝詞三十二式"木花之佐久夜"歌唱型」、9月16日に「黒金屋-Eisen・テーマ曲」、10月26日に「人形言語」、11月30日に「キンコンカンコン」、12月21日に「歓起舞」、2013年1月25日に「月床咆吼」がそれぞれ配信された。
収録曲
全作詞：川上稔
第1巻
1. 武蔵浅間神社祝詞三十二式"木花之佐久夜"歌唱型 [4;20]
  - 歌：きみとあさまで【葵・喜美（斎藤千和）、ネイト・ミトツダイラ（井上麻里奈）、浅間・智（小清水亜美）】、作曲：酒井拓也（Arte Refact）、編曲：fandelmale（Arte Refact）

2. 武蔵浅間神社祝詞三十二式"木花之佐久夜"歌唱型（off vocal）

第2巻
1. 黒金屋-Eisen・テーマ曲
  - 歌：愛繕【マルゴット・ナイト（東山奈央）、マルガ・ナルゼ（新田恵海）】、作曲：酒井拓也（Arte Refact）、編曲：fandelmale（Arte Refact）

2. 黒金屋-Eisen・テーマ曲（off vocal）

第3巻
1. 人形言語 [4:05]
  - 歌：武蔵（中原麻衣）、作曲・編曲：矢鴇つかさ（Arte Refact）

2. 人形言語（off vocal）

第4巻
1. キンコンカンコン [4:47]
  - 歌：愛繕【マルゴット・ナイト（東山奈央）、マルガ・ナルゼ（新田恵海）】、作曲・編曲：矢鴇つかさ（Arte Refact）

2. キンコンカンコン（off vocal）

第5巻
1. 歓起舞 [4:37]
  - 歌：葵・喜美（斎藤千和）、作曲・編曲：矢鴇つかさ（Arte Refact）

2. 歓起舞（off vocal）

第6巻
1. 月床咆吼 [6:24]
  - 歌：ネイト・ミトツダイラ（井上麻里奈）、作曲・編曲：矢鴇つかさ（Arte Refact）

2. 月床咆吼（off vocal）

第7巻
1. きみとあさまで [5:03]
  - 歌：浅間・智（小清水亜美）、作曲・編曲：酒井拓也（Arte Refact）

2. きみとあさまで（off vocal）